# Strutskinnlav
Strutskinnlav (Leptogium corniculatum) är en lavart som först beskrevs av Franz Georg Hoffmann, och fick sitt nu gällande namn av Minks. Leptogium corniculatum ingår i släktet Leptogium och familjen Collemataceae.   Inga underarter finns listade i Catalogue of Life.
I den svenska databasen Dyntaxa används istället namnet Leptogium palmatum för samma taxon.  Arten är reproducerande i Sverige.